# ليان (ميناء)
ليان هو منفذ العيلامية على الخليج العربي (في الوقت الحاضر بوشهر بإيران) والاسم الأول لكيريريشا (في مرحلة ما أصبحت أهم آلهة عيلام وفي المرتبة الثانية فقط من بعد زوجهال الإله) حيث كان يوجد بها وفي هومبان معبد بناه هومبان-نومينا. بني في عام 1250 قبل الميلاد معبد في جغا زنبيل. غالبا ما كان يسمى الكبير أو الإلهة الأم. يبدو أنها قد عبدت في المقام الأول في جنوب عيلام بينما في الشمال كانت تعبد الإلة الأخرى بينيكير. في نهاية المطاف في عام 1800 قبل الميلاد تم دمجهما معا ومورست عبادة كيريشينا في سوسيانا.